# Lacs Grant
Pour les articles homonymes, voir Grant.
Ne doit pas être confondu avec Lac Grant.
Les lacs Grant (en anglais : Grant Lakes) sont des lacs américains dans le comté de Mariposa, en Californie. Ils sont situés à 2 825 mètres d'altitude au sein de la Yosemite Wilderness, dans le parc national de Yosemite. Ils constituent la source de la Yosemite Creek, qui se jette dans la Merced au fond de la vallée de Yosemite.